# Flora of North America
Die Flora of North America North of Mexico über die Flora von Nordamerika ist ein mehrbändiges Werk, das seit 1993 fortlaufend erscheint. Herausgeber ist das Flora of North America Editorial Committee.
Das Gesamtwerk soll 30 Bände umfassen, 2011 sind bereits 16 Bände herausgegeben. Über 800 Autoren tragen Wissen über alle Pflanzen nördlich von Mexiko, inklusive Saint-Pierre und Miquelon und Grönland zusammen. Es wird eine webgestütze Arbeitsplattform, the FNA Internet Information Service (FNA IIS) genutzt. Mehrere Pflanzenfamilien werden pro Band bearbeitet. Neben der gedruckten Version werden alle Informationen wortgleich im Internet veröffentlicht. Das Projekt wird, einmal fertiggestellt, mehr als 20.000 Gefäßpflanzen und Moose katalogisiert haben, dies entspricht etwa 7 % der Gesamtartenzahl der Welt.

## Projektgeschichte
Schon 1964 sahen nordamerikanischen Botaniker, teilweise angespornt durch die Ankündigung, dass Band 1 der Flora Europaea in Kürze veröffentlicht werden sollte, die Notwendigkeit eines umfassenden Botanischen Projektes für Nordamerika. Im August 1964 ernannte der Rat der American Society of Plant Taxonomists (ASPT) einen Ausschuss, um die Machbarkeit einer Flora of North America zu prüfen. Unter dem Vorsitz von Robert Folger Thorne traf sich der Ausschuss von etwa 25 interessierten Botanikern im Mai 1966 in Washington, D.C. und kam zu dem Ergebnis, dass die Erstellung der Flora of North America wünschenswert und machbar wäre. Die Resonanz auf Thornes Anfrage bei vielen weiteren Botanikern sich in das Projekt einzubringen war positiv.
Nach sechs Jahren Planung sollte das Projekt im Herbst 1972 gestartet werden. Die National Science Foundation (NSF) machte ihre Unterstützung allerdings von der Bereitschaft der Smithsonian Institution die Finanzierung von Jahr zu Jahr zu steigern abhängig. Nach einer Prüfung beschloss die Smithsonian Institution, dass sie nicht bereit sei, eine solche Garantie zu geben, es sei denn, der Kongress wiederum würde garantieren, die Institution jedes Jahr zu unterstützen. Daraufhin zog die National Science Foundation ihre Unterstützung zurück und das Projekt wurde im Sommer 1973 ausgesetzt. Versuche das Projekt wieder zu beleben, waren nicht erfolgreich.
Im Frühjahr 1982 trafen sich 22 Botaniker aus den gesamten Vereinigten Staaten und Kanada am Missouri Botanical Garden um einen Vorschlag des Hunt Institute for Botanical Documentation und des Carnegie Museums zur Erstellung der Flora of North America zu beraten. Im gleichen Jahr verabschiedete die Canadian Botanical Association/L'Association Botanique du Canada eine Resolution zur Unterstützung des Projektes. Auf ihrer Jahrestagung im August 1983 verabschiedete die American Society of Plant Taxonomists eine Entschließung und bekräftigte ihr Engagement für die Erstellung eines solchen Werkes. Nachdem zwischen 1983 und 1987 weitere Mittel von Dritten dazukamen, wurde das Projekt vorbehaltslos von den teilnehmenden Institutionen unterstützt.

## Inhalte
Für jede Pflanzenart werden verschiedene Daten erfasst und von einem internationalen Team mit bestehender Literatur und Herbarien verglichen und ergänzt. Dabei werden beispielsweise folgende Informationen erfasst:
- wissenschaftlicher und Trivialname
- Kategorische Einordnung
- Merkmale und Bestimmungsschlüssel
- Verbreitungskarten
- Illustrationen und Fotos
- Chromosomenzahlen
- Phänologie
- Nutzbarkeit z. B. in der Medizin oder als Nutzpflanze
- Toxizität

## Veröffentlichte Bände
- Flora of North America Editorial Committee (Hrsg.): Flora of North America North of Mexico, Volume 1: Introduction. Oxford University Press, New York 1993, ISBN 0-19-505713-9.
- Flora of North America Editorial Committee (Hrsg.): Flora of North America North of Mexico, Volume 2: Pteridophytes and Gymnosperms. Oxford University Press, New York 1993, ISBN 0-19-508242-7.
- Flora of North America Editorial Committee (Hrsg.): Flora of North America North of Mexico, Volume 3: Magnoliidae and Hamamelidae. Oxford University Press, New York u. a. 1997, ISBN 0-19-511246-6.
- Flora of North America Editorial Committee (Hrsg.): Flora of North America North of Mexico, Volume 4: Magnoliophyta: Caryophyllidae, part 1. Oxford University Press, New York u. a. 2003, ISBN 0-19-517389-9.
- Flora of North America Editorial Committee (Hrsg.): Flora of North America North of Mexico, Volume 5: Magnoliophyta: Caryophyllidae, part 2. Oxford University Press, New York u. a. 2005, ISBN 0-19-522211-3.
- Flora of North America Editorial Committee (Hrsg.): Flora of North America North of Mexico, Volume 6: Magnoliophyta: Cucurbitaceae to Droserceae. Oxford University Press, New York u. a. 2015, ISBN 978-0-19-534027-3.
- Flora of North America Editorial Committee (Hrsg.): Flora of North America North of Mexico, Volume 7: Magnoliophyta: Salicaceae to Brassicaceae. Oxford University Press, New York u. a. 2010, ISBN 978-0-19-531822-7.
- Flora of North America Editorial Committee (Hrsg.): Flora of North America North of Mexico, Volume 8: Paeoniaceae to Ericaceae. Oxford University Press, New York u. a. 2009, ISBN 978-0-19-534026-6.
- Flora of North America Editorial Committee (Hrsg.): Flora of North America North of Mexico. Volume 9: Magnoliophyta: Picramniaceae to Rosaceae. Oxford University Press, New York / Oxford u. a. 2015, ISBN 978-0-19-534029-7 (englisch).
- Flora of North America Editorial Committee (Hrsg.): Flora of North America North of Mexico. Volume 12. Magnoliophyta: Vitaceae to Garryaceae. Oxford University Press, New York / Oxford u. a. 2016, ISBN 978-0-19-064372-0 (englisch).
- Flora of North America Editorial Committee (Hrsg.): Flora of North America North of Mexico. Volume 17: Magnoliophyta: Tetrachondraceae to Orobanchaceae. Oxford University Press, New York / Oxford u. a. 2019, ISBN 978-0-19-086851-2 (englisch).
- Flora of North America Editorial Committee (Hrsg.): Flora of North America North of Mexico, Volume 19: Magnoliophyta: Asteridae (in part): Asteraceae, part 1. Oxford University Press, New York u. a. 2006, ISBN 0-19-530563-9.
- Flora of North America Editorial Committee (Hrsg.): Flora of North America North of Mexico, Volume 20: Magnoliophyta: Asteridae (in part): Asteraceae, part 2. Oxford University Press, New York u. a. 2006, ISBN 0-19-530564-7.
- Flora of North America Editorial Committee (Hrsg.): Flora of North America North of Mexico, Volume 21: Magnoliophyta: Asteridae (in part): Asteraceae, part 3. Oxford University Press, New York u. a. 2006, ISBN 0-19-530565-5.
- Flora of North America Editorial Committee (Hrsg.): Flora of North America North of Mexico, Volume 22: Magnoliophyta: Alismatidae, Arecidae, Commelinidae (in part), and Zingiberidae. Oxford University Press, New York u. a. 2000, ISBN 0-19-513729-9.
- Flora of North America Editorial Committee (Hrsg.): Flora of North America North of Mexico, Volume 23: Magnoliophyta: Commelinidae (in part): Cyperaceae. Oxford University Press, New York u. a. 2002, ISBN 0-19-515207-7.
- Flora of North America Editorial Committee (Hrsg.): Flora of North America North of Mexico, Volume 24: Magnoliophyta: Commelinidae (in part): Poaceae (part 1). Oxford University Press, New York u. a. 2007, ISBN 978-0-19-531071-9.
- Flora of North America Editorial Committee (Hrsg.): Flora of North America North of Mexico, Volume 25: Magnoliophyta: Commelinidae (in part): Poaceae (part 2). Oxford University Press, New York u. a. 2003, ISBN 0-19-516748-1.
- Flora of North America Editorial Committee (Hrsg.): Flora of North America North of Mexico, Volume 26: Magnoliophyta: Liliidae: Liliales and Orchidales. Oxford University Press, New York u. a. 2002, ISBN 0-19-515208-5.
- Flora of North America Editorial Committee (Hrsg.): Flora of North America North of Mexico, Volume 27: Bryophyta, Part 1. Oxford University Press, New York u. a. 2007, ISBN  0-19-531823-4.
- Flora of North America Editorial Committee (Hrsg.): Flora of North America North of Mexico, Volume 28: Bryophyta, Part 2. Oxford University Press, New York u. a. 2014, ISBN 978-0-19-020275-0.